# Celebração do Aniversário de 60 anos da Ascensão do Rei Bhumibol da Tailândia
As celebrações do sexagésimo aniversário da ascensão do Rei Bhumibol Adulyadej ao trono tailandês aconteceram durante o ano de 2006. As celebrações foram planejadas pelo real governo Tailandês com Thaksin Shinawatra como Primeiro-ministro e representantes de famílias reais do mundo todo.

## Programas
Estes foram os principais programas entre outros ocorridos naquela ocasião.

## A Realeza se reúne para a festa do Jubileu de Diamante do Rei Tailandês
Um Imperador, seis Reis e membros de quase todas as famílias reais reinantes do mundo atenderam ao convite do rei tailandês, o mais longevo monarca reinante do mundo em Bancoque. A maior reunião de chefes de Estado Reais por décadas marcou o sexagésimo aniversário de ascensão ao trono do rei.

## Realeza presente
Dos 29 monarcas reinantes no mundo em 2006, 25 aceitaram o convite do Governo Real Tailandês para se juntarem à celebração na Tailândia: 13 soberanos estavam presentes, enquanto 12 mandaram representantes. Ausentes estavam o agora deposto rei Gyanendra Bir Bikram Shah Dev do Nepal, por instabilidade política em seu país e Abdullah da Arábia Saudita por problemas de saúde.